# Trekkies (documentaire)
Ne doit pas être confondu avec Trekkie.
Pour plus de détails, voir Fiche technique et Distribution.
Trekkies est un film documentaire américain, réalisé par Roger Nygard (en), sorti en 1997. Il traite de la célèbre série de science-fiction Star Trek et plus particulièrement de ses fans, les Trekkies. Une suite, Trekkies 2, a été donnée en 2003.

## Fiche technique
- Titre : Trekkies
- Titre original : Trekkies
- Réalisation : Roger Nygard (en)
- Musique : J.J Holiday, Billy Sullivan, Walter Werzowa, Jimmie Wood
- Directeur de photographie : Harris Done
- Montage : Roger Nygard (en)
- Direction artistique : Jennifer Lane
- Effets visuels : Chad Goei, Christopher Dusendschon
- Production : W.K. Border, Joel Soisson, Michael Leahy, NEO Motion Pictures
- Pays d'origine :  États-Unis
- Langue : anglais
- Genre : Documentaire
- Durée : 86 minutes

## Personnalités intervenant
- Denise Crosby : narratrice
- Majel Barrett
- James Doohan
- DeForest Kelley
- Walter Koenig
- Nichelle Nichols
- Leonard Nimoy
- William Shatner
- George Takei
- Grace Lee Whitney
- LeVar Burton
- Michael Dorn
- Terry Farrell
- Jonathan Frakes
- Chase Masterson
- Kate Mulgrew
- Robert O'Reilly (en)
- Ethan Phillips
- Brent Spiner
- Wil Wheaton
- Buzz Aldrin
- Brannon Braga
- Marc Okrand
- Jeri Taylor
- Michael Westmore (en)
- Gary Lockwood
- Robert Beltran
- Roxann Dawson
- Robert Duncan McNeill
- Robert Picardo
- Tim Russ
- Daren Dochterman (en)
- Robert Lopez
- Rick Overton
- Fred Travalena
- John de Lancie
- Gabriel Köerner (en)

## Récompenses et distinctions

### Récompenses
- Las Vegas Film Critics Society 2000 :
  - Meilleur film documentaire

### Nominations
- Saturn Award 2000 :
  - Saturn Award de la meilleure édition VHS
- Cinequest Film Festival (en) 1998 :
  - Meilleur film documentaire
- Online Film Critics Society 2000 :
  - Meilleur film documentaire